# من تنها زندگی می‌کنم
من تنها زندگی می‌کنم (کره‌ای: 나 혼자 산다؛ انگلیسی: I Live Alone) همچنین با نام تنها در خانه نیز شناخته می‌شود، یک برنامه واقع‌نمای کره جنوبی است که جمعه‌ها ساعت ۲۳:۰۰ (کی‌اس‌تی) از ام‌بی‌سی پخش می‌شود.